# Michele Canonica
 (septembre 2023).
Si vous disposez d'ouvrages ou d'articles de référence ou si vous connaissez des sites web de qualité traitant du thème abordé ici, merci de compléter l'article en donnant les références utiles à sa vérifiabilité et en les liant à la section « Notes et références ».
 (août 2011).
Michele Canonica, né le 23 août 1948 à Turin en Italie, est un journaliste et écrivain italien.

## Biographie
Né à Turin le 23 août 1948, Michele Canonica passe sa jeunesse entre Rome et Turin, où il achève ses études secondaires au Lycée Massimo d'Azeglio et obtient son diplôme de docteur en Sciences Politiques. En 1972, il devient journaliste professionnel (Ordre national des journalistes italiens).
Dans les années 1970-1980, il est grand reporter des hebdomadaires L'Espresso et Panorama, puis correspondant à Paris, et successivement commentateur politique à Rome de plusieurs grands quotidiens italiens.
Dans les années 1990 et jusqu'en 2007, il est le Directeur de la communication de la Chambre de Commerce Italienne pour la France de Paris, ainsi que le Directeur de la revue France Italie.
Il est Président du Comité de Rome depuis 2019, et Conseiller Central depuis 2016 de la Società Dante Alighieri (première association culturelle italienne, avec plus de 500 comités dans 80 pays : enseignement de la langue italienne, organisation d’événements). Il est le Président du Comité de Paris de cette grande association de 2007 à 2019, et il en reste le Président d'Honneur.
Il est également le Président, de 1998 à 2019, de L’Italie en direct – L’Italia in diretta (diffusion médiatique des différents aspects de la présence italienne en France), dont il reste le Président d'Honneur.
Collaborateur de nombreuses publications italiennes et françaises, ainsi que de plusieurs programmes radiophoniques et télévisés des deux pays, il est considéré comme un spécialiste des relations politiques, économiques et culturelles entre la France et l'Italie.

## Distinctions
- Chevalier de la Légion d'honneur (25 mars 2016)
- Chevalier de l'ordre national du Mérite (2013)
- Commandeur de l'ordre du Mérite de la République italienne‎ (2009)